# Aphanoascus cubensis
Aphanoascus cubensis är en svampart som beskrevs av Cano & Guarro 2002. Aphanoascus cubensis ingår i släktet Aphanoascus och familjen Onygenaceae.   Inga underarter finns listade i Catalogue of Life.